# Atletismo nos Jogos Pan-Americanos de 2015 - 3000 m com obstáculos masculino
A competição dos 3000 m com obstáculos  masculino foi um dos eventos do atletismo nos Jogos Pan-Americanos de 2015, em Toronto. Foi disputada no Estádio CIBC de Atletismo Pan e Parapan-Americano no dia 21 de julho.

## Calendário
Horário local (UTC-4).
| Data        | Horário | Fase  |
| ----------- | ------- | ----- |
| 21 de julho | 19:10   | Final |

## Medalhistas
| Ouro   | CAN Matt Hughes  |
| Prata  | CAN Alex Genest  |
| Bronze | USA MCory Leslie |

## Recordes
Recordes mundial e pan-americano antes da disputa dos Jogos Pan-Americanos de 2015.
| Tipo                             | Atleta                | Tempo   | Local         | Data                  |
| -------------------------------- | --------------------- | ------- | ------------- | --------------------- |
|                                  | Saif Saaeed Shaheen   | 7:53.63 | Bruxelas      | 3 de setembro de 2004 |
| Recorde dos Jogos Pan-Americanos | Wander do Prado Moura | 8:14.41 | Mar del Plata | 22 de março de 1995   |

## Resultados

### Final
| Colocação         | Atleta              | Nacionalidade            | Tempo   | Notas |
| ----------------- | ------------------- | ------------------------ | ------- | ----- |
| Medalha de ouro   | Matt Hughes         | CAN Canadá               | 8:32.18 |       |
| Medalha de prata  | Alex Genest         | CAN Canadá               | 8:33.83 |       |
| Medalha de bronze | Cory Leslie         | USA Estados Unidos       | 8:36.83 |       |
| 4                 | Donald Cowart       | USA Estados Unidos       | 8:49.00 |       |
| 5                 | Mauricio Valdivia   | CHI Chile                | 8:52.72 |       |
| 6                 | Luis Enrique Ibarra | MEX México               | 8:57.70 |       |
| 7                 | José Peña           | VEN Venezuela            | 8:59.40 |       |
| 8                 | Jean Carlos Machado | BRA Brasil               | 9:04.21 |       |
| 9                 | Enzo Yañez          | CHI Chile                | 9:07.75 |       |
| 10                | Alvaro Abreu        | DOM República Dominicana | 9:10.47 |       |
| 11                | Erick Rodriguez     | NCA Nicarágua            | 9:25.90 |       |
| 12                | Gerad Giraldo       | COL Colômbia             | DNF     |       |
| 12                | Marvin Blanco       | VEN Venezuela            | DSQ     |       |

Legenda
| Recorde mundial                  | Recorde mundial (World record)               |                       | Recorde africano                      | Recorde africano (African) |                                           | Q | Classificado por posição (Qualified) |
| Recorde dos Jogos Pan-Americanos | Recorde pan-americano (Pan-American record)  | Recorde da América    | Recorde da América (Americas)         | q                          | Classificado por melhor tempo (Qualified) |   |                                      |
| Melhor marca do ano              | Melhor marca do ano (World leading)          | Recorde asiático      | Recorde asiático (Asian)              | DNS                        | Não largou (Did not start)                |   |                                      |
| Recorde nacional                 | Recorde nacional (National record)           | Recorde europeu       | Recorde europeu (European)            | DNF                        | Não terminou (Did not finish)             |   |                                      |
| Recorde pessoal                  | Recorde pessoal do atleta (Personal best)    | Recorde da Oceania    | Recorde da Oceania (Oceania)          | DSQ / DQ                   | Desclassificado (Disqualified)            |   |                                      |
| Recorde da temporada             | Recorde da temporada do atleta (Season best) | Recorde sul-americano | Recorde sul-americano (South America) | NM                         | Sem marca (No mark)                       |   |                                      |